# Corps (chanson)
Corps est une chanson d'Yseult sortie en 2019.
Avec plus de 20 millions de vues sur YouTube, cette chanson marque le début de la carrière d'Yseult en tant qu'artiste indépendante.

## Description
Corps est une chanson sur l'acceptation de soi.
Une mélodie de quelques notes de piano met délicatement en relief la voix chaude et émouvante d'Yseult,, « balançant entre les graves et les envolées lyriques ».
La chanson exprime sa volonté de s'affranchir des jugements d'autrui par rapport à son physique ou sa couleur de peau. Un passage dit : « Le regard des gens j'en n'ai que faire, qui sont-ils pour me juger ? [...] J'ai ces bruits dans ma tête, j'aimerais que ça cesse, mais en vain ». Mais l'artiste se dit contre la victimisation.
« Y’a pas d' place pour les faibles, Y’a pas d' place pour les regrets » chante-t-elle.
Corps est un single de son EP Noir regroupant 4 chansons « entre électro sombre, rap désabusé et ballade piano-voix qui chavire ». « Ces quatre chansons ont été écrites dans une période où j'avais besoin de vider mon sac. C'était une thérapie accélérée, en particulier Corps, que j'ai écrite avec mes tripes et où j'arrive enfin à dire pardon à mes parents et à mon corps. Cela m'a fait du bien. » dira l'artiste.

## Clip vidéo
Le clip vidéo de Corps, sorti le 5 février 2020 et réalisée par Colin Solal Cardo a largement contribué à mettre en lumière la chanson.
Yseult se dit fière de s'être autorisée à poser nue, un acte qui l’a aidée à assumer son physique.

## Distinctions
Le 11 janvier 2021, la chanson Corps est nommée dans la catégorie Chanson Originale des 36e Victoires de la Musique, cette dernière catégorie étant soumise au vote du public.